# Burning Tree
I Burning Tree sono stati un power trio rock fondato dal chitarrista statunitense Marc Ford a Los Angeles, e attivo dal 1987 fino al 1990. Il gruppo comprendeva, oltre a Ford, il batterista Doni Gray e il bassista Mark Dutton.

## Storia
Il gruppo nacque nel 1987 e comprendeva inizialmente solo Ford e Gray; la scelta di Dutton come bassista avvenne successivamente, dopo che erano stati presi in considerazione diversi altri candidati, incluso Jay Bentley dei Bad Religion. Gray e Dutton avevano già suonato assieme in un gruppo di Los Angeles chiamato The March. Anche Gray e Ford avevano già suonato assieme nei Citadel.
I Burning Tree iniziarono la propria attività fra il 1988 e il 1989 suonando dal vivo nel celebre club di Hollywood Coconut Teaszer. Alla fine del 1989 ottennero un contratto con la Epic Records.
Il loro unico album, Burning Tree, fu accolto molto positivamente dalla critica e dal pubblico.
Dopo l'esperienza con i Burning Tree, Ford entrò nei Black Crowes; Gray registrò un album con Izzy Stradlin & The JuJu Hounds e in seguito fondò due gruppi, prima i God's Hotel (con Spike Gray e Ted Hutt) e poi i Chromosapien. Dutton collaborò con Gilby Clarke e con gli L. A. Guns, per poi fondare un proprio gruppo chiamato Up the Dose; oggi è anche un affermato produttore.
Nell'ottobre 2006, i Burning Tree sono tornati a unirsi per suonare tre concerti a Los Angeles.